# Matti Pietikäinen
Matti Pietikäinen, född 29 oktober 1927 i Kuopio, död 5 november 1967, var en finländsk backhoppare. Han var Finlands första världsmästare i backhoppning. Pietikäinen tävlade för Puijon Hiihtoseura från hemstaden Kuopio.

## Karriär
Tillsammans med sina äldre bröder, Lauri och Aatto, dominerade Matti Pietikäinen finsk backhoppning på 1940-talet. Han var också en av de första backhopparna som höll armarna ner längs sidorna av kroppen under hoppet, i stället for att hålla armarna utsträckt framåt.
Matti Pietikäinen debuterade i Världscupen 1948. Under Olympiska vinterspelen 1948 i St. Moritz (räknades också som världsmästerskap den gången) kom han på fjärde plats. I samma tävling kom brodern Aatto på åttonde plats. Fyra år senare, under OS i Oslo 1952, fick han inte tävla för det finska laget som straff efter ett slagsmål på krogen. Under VM i Falun 1954 var han tillbaka i laget och blev Finlands första världsmästare i backhoppning. Matti Pietikäinen avslutade backhoppningskarriären 1954.
Matti Pietikäinen hade två äldre backhoppande bröder, Lauri och Aatto Pietikäinen. Matti Pietikäinen omkom i en trafikolycka söndagen 5 november 1967 bara 40 år gammal.